# Tramlijn 16 (Rotterdam)
Tramlijn 16 was een tramlijn in Rotterdam. 
De lijn werd ingesteld op 1 mei 1929 van de Oude Dijk in Kralingen naar  het centrum van Rotterdam en de G.J.Mulderstraat. Op 1 juli 1934 werd de lijn verlengd naar Spangen en op 1 juli 1936 naar het Marconiplein. In Kralingen werd de lijn op 7 juli 1938 verlengd naar de 's-Gravenweg.
De tram reed na de Tweede Wereldoorlog sinds 1 oktober 1945 weer naar Spangen tot aan de grote reorganisatie van het tramnet bij gelegenheid van de indienststelling van de metro in 1968. Door de aanwezigheid van een kopeindpunt op de 's-Gravenweg bij de Vijverlaan bleef de lijn rijden met vooroorlogse vierassers die naar het andere spoor reden en de conducteur de zitbanken in de goede rijrichting omklapte) naar het Spartastadion Spangen.
De route was (van 4 augustus 1967 tot 2 september 1967: Laan van Nooitgedacht -) 's-Gravenweg – Oudedijk – Vlietlaan – Goudse Rijweg – Boezembrug – Boezemweg – Oostplein – Goudsesingel – Pompenburg – Hofplein – Weena – Stationsplein – Kruisplein – Westkruiskade – Eerste Middellandstraat – Tiendplein – Tweede Middellandstraat – Vierambachtstraat – Mathenesserplein – Mathenesserbrug – Mathenesserdijk – P.C. Hooftplein – Huygensstraat – Spartastraat en terug via Coornhertstraat en Brederodestraat naar het P.C. Hooftplein. De keerlus aan de Laan van Nooitgedacht maakte het mogelijk modern éénrichtings materieel in te zetten. 
Ten behoeve van het vervoer van voetbalsupporters naar het stadion van Sparta werd gebruik gemaakt van de tot 1982 nog aanwezige keerlus bij de Vlietlaan (Alettastraat) - van de voormalige tramlijn 20. Die lus maakte het mogelijk gebruik te maken van eenrichtingwagens van de serie (101-135) met bijwagens die op die zondagen - destijds werd er bijna uitsluitend op zondag betaald voetbal gespeeld - van de "witte" en de "zwarte" lijn 4 beschikbaar waren.
Op 2 september 1967 werd het gedeelte Laan van Nooitgedacht - Centraal Station overgenomen door lijn 3 en 10 februari 1968 werd het restant van de lijn - het stuk tussen Centraal Station en het Sparta stadion hernummerd in lijn 11.
Op 2 februari 1981 werd lijn 3 ingekort en lijn 11 opgeheven, toen de nieuwe lijn 7 werd ingesteld tussen 's-Gravenweg en Spangen. Deze tramlijn bereed daarmee bijna de gehele route die lijn 16 op 1 september 1967 voor het laatst bereed.